# Варнавинский уезд
Варнавинский уезд — административно-территориальная единица в составе Костромского наместничества и Костромской губернии, существовавшая в 1778—1923 годах. Уездный город — Варнавин.

## История
Варнавинский уезд в составе Костромского наместничества был образован в 1778 году в ходе административной реформы Екатерины II. С 1796 года уезд в составе Костромской губернии.
27 июля 1922 года уезд был передан в Нижегородскую губернию. При этом к нему были присоединены Белбажская, Ильино-Заборская волости упразднённого Ковернинского уезда.
27 апреля 1923 года Варнавинский уезд был упразднён. При этом Архангельская, Богоявленская, Вознесенская, Новопокровская, Туранская и Шудская волости были переданы в Ветлужский уезд, Баковская, Благовещенская, Богородская, Варнавинская, Дмитриевская, Карповская, Лапшангская, Макарьевская, Медведовская, Новоникольская, Овсяновская, Семёновская, Тонкинская, Уренская и Черновская волости — в Краснобаковский уезд, а Белбажская и Ильино-Заборская волости — в Семёновский уезд.

## Административное деление
В 1890 году в состав уезда входило 18 волостей
| № п/п | Волость        | Волостное правление | Число селений | Население |
| ----- | -------------- | ------------------- | ------------- | --------- |
| 1     | Архангельская  | с. Архангельское    | 28            | 4712      |
| 2     | Баковская      | с. Баки             | 27            | 11999     |
| 3     | Благовещенская | с. Благовещенское   | 30            | 5788      |
| 4     | Богородская    | с. Богородское      | 11            | 1771      |
| 5     | Богоявленская  | д. Мошкино          | 20            | 3102      |
| 6     | Белышевская    | с. Белышево         | 31            | 6404      |
| 7     | Варнавинская   | г. Варнавин         | 28            | 3723      |
| 8     | Георгиевская   | д. Волокитиха       | 15            | 2952      |
| 9     | Дмитриевская   | д. Здекино          | 31            | 4884      |
| 10    | Лапшангская    | с. Лапшанга         | 29            | 5573      |
| 11    | Макарьевская   | с. Макарьевское     | 29            | 4911      |
| 12    | Медведовская   | с. Медведовское     | 20            | 3964      |
| 13    | Моисеевская    | д. Моисеиха         | 32            | 4848      |
| 14    | Овсяновская    | с. Овсянка          | 32            | 5773      |
| 15    | Тонкинская     | с. Тонкино          | 134           | 16353     |
| 16    | Туранская      | с. Троицкое         | 14            | 2415      |
| 17    | Уренская       | с. Урень            | 103           | 15489     |
| 18    | Шудская        | д. Горки            | 17            | 3385      |

В 1913 году в уезде была 21 волость: образованы Карповская, Семеновская (с. Семеново), Черновская (с. Чёрное) волости.

## Население
По данным переписи 1897 года в уезде проживало 122 567 чел. В том числе русские — 99,9 %. В уездном городе Варнавине проживало 1 444 чел.